# Nathaniel Palmer

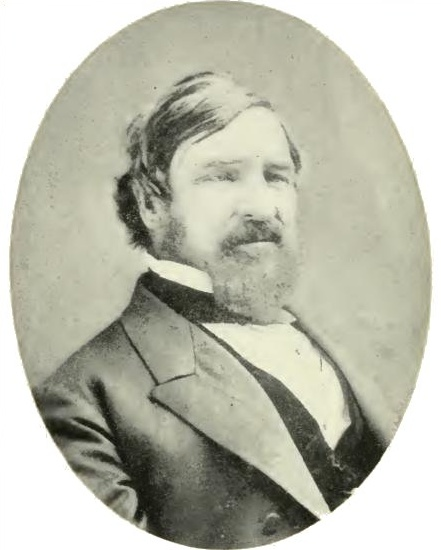
Nathaniel Palmer

Nathaniel Brown Palmer (* 8. August 1799 in Stonington in Connecticut; † 21. Juni 1877 in San Francisco) war ein amerikanischer Seemann, der im Auftrag der United States Navy reiste.

## Leben und Werk
Nathaniel Palmer zählte zu den ersten Menschen, die jemals die Antarktis gesehen haben; unter diesen war er auf jeden Fall der erste Amerikaner. Er konnte den Kontinent erstmals am 17. November 1820 sehen, als er auf der Suche nach neuen Jagdgebieten für die Robbenjagd in den südlichen Meeren war. Sein Schiff Hero fuhr dabei unter dem Kommando von Benjamin Pendleton. 1821 war er an der Entdeckung der Südlichen Orkneyinseln beteiligt.
Benannt nach ihm sind die Region Palmerland auf der Antarktischen Halbinsel, der Palmer-Archipel, die Palmer-Station, sowie der Eisbrecher RV Nathaniel B. Palmer. Im 1852 von Palmer in seinem Geburtsort errichteten Wohnhaus, dem Captain Nathaniel B. Palmer House, befindet sich heute ein Museum zu Palmers Laufbahn.